# Tarvaia donsi
Tarvaia donsi är en rundmaskart som beskrevs av Allgen 1934. Tarvaia donsi ingår i släktet Tarvaia och familjen Axonolaimidae. Arten är reproducerande i Sverige. Inga underarter finns listade i Catalogue of Life.